# Бульвар Регати
Бульва́р Рега́ти (эст. Regati puiestee — Регатная) — улица в Таллине, Эстония.

## География

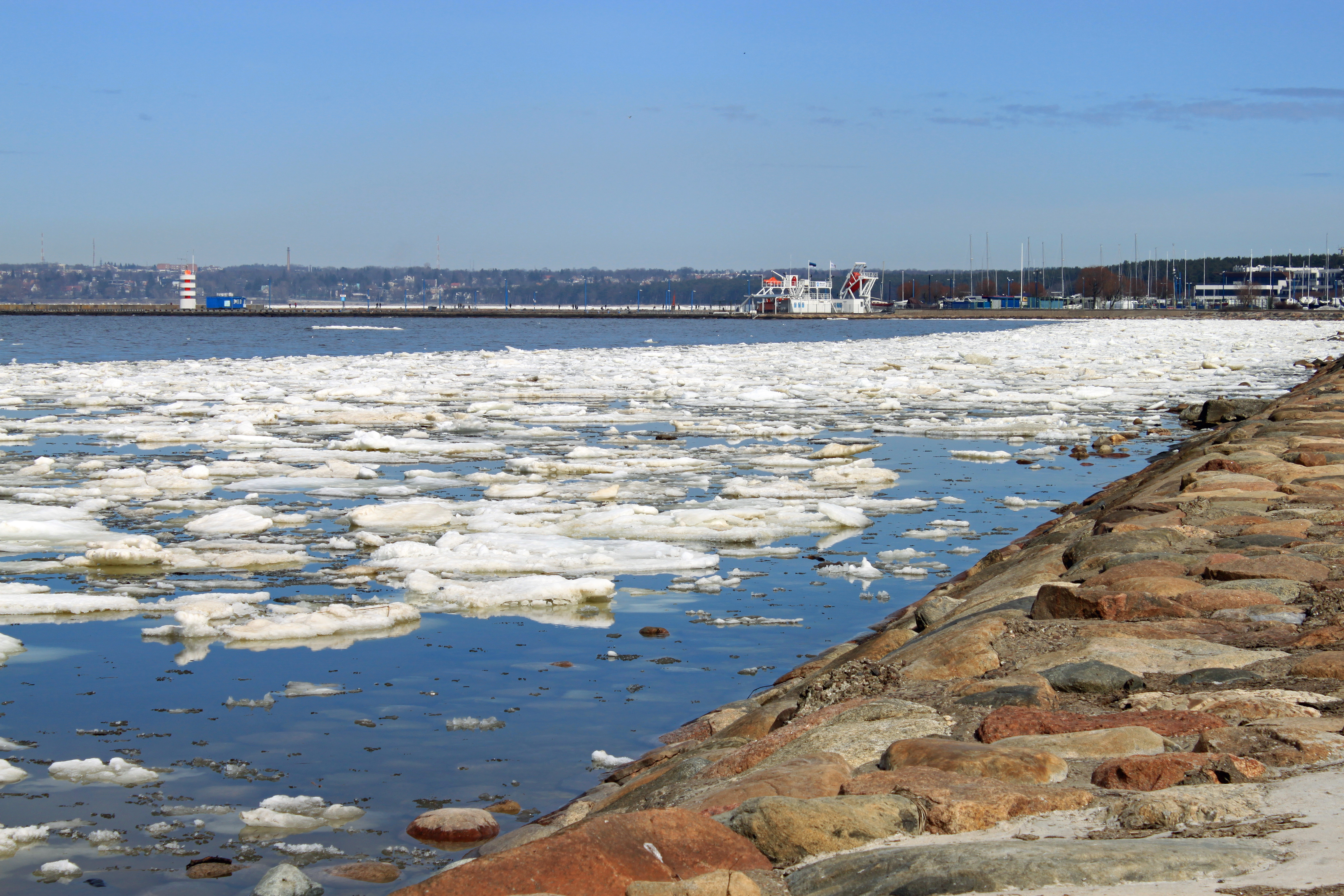
Берег моря рядом с бульваром Регати в апреле 2011 года

Пролегает в микрорайоне Пирита одноимённого района. Начинается  от улицы Пирита, идёт параллельно морской набережной, пересекается с улицами Тооминга и Топи и заканчивается на территории Олимпийского центра парусного спорта (памятник архитектуры), на перекрёстке с улицей Пурье. На конечном отрезке улицы, с левой стороны, расположен 3-звёздочный спа-отель «Pirita Marina Hotel & Spa», имеющий регистровый адрес ул. Пурье 9 и в 2022 году закрывшийся на реконструкцию (бывшая гостиница Олимпийского центра парусного спорта, памятник архитектуры). 
Протяжённость бульвара — 111 м.

## История и застройка
Своё современное название улица получила 13 июня 1958 года. До этого она называлась Бригиттенским бульваром (рус. дореф. Бригиттенскiй бульваръ) по расположенному неподалёку монастырю Святой Бригитты.

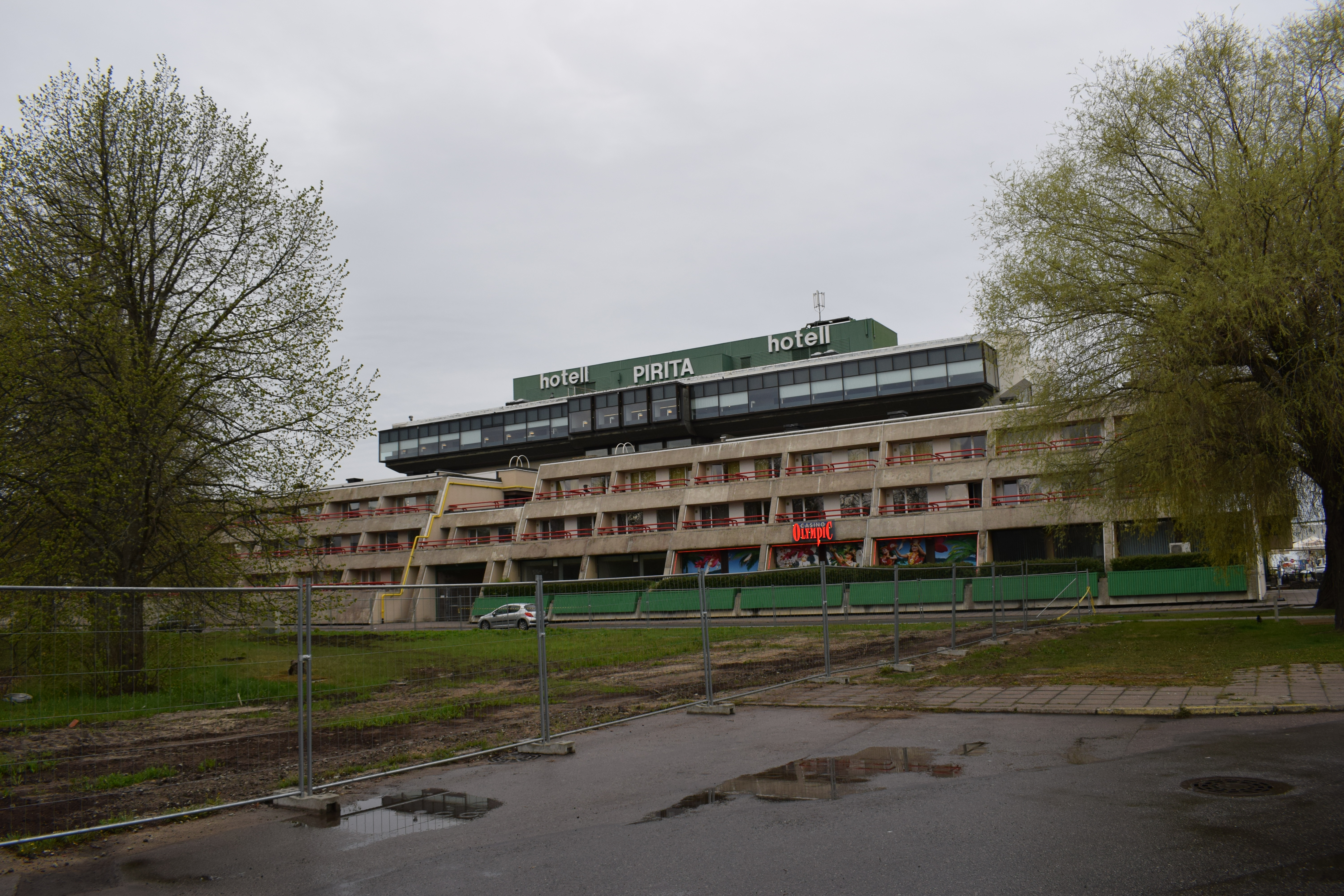
Начало строительства квартирных домов у конечного отрезка бульвара Регати, 2017 год. На заднем плане — бывшая гостиница Олимпийской регаты

Во времена Российской империи, в начале XX века приморский район Пирита приобрёл популярность среди любителей морских купаний, в связи с чем здесь рядом с прежними дачами стали появляться роскошные виллы, первоначально предназначавшиеся для проживания летом, но затем использовавшиеся для круглоголичного проживания. Позже курортная застройка царской эпохи в Пирита была в основном снесена.
По состоянию на начало 2024 года регистровый адрес бульвара Регати имели 7 домов на её правой стороне, 5 из которых — частные дома и 2 — квартирные дома: четырёхэтажный № 10 и трёхэтажный  № 12  с подземным этажом, построенные соответственно в 2007 и 2020 году.
Весной 2024 года эстонское акционерное общество AS Liven приступило к строительству новых жилых домов на много лет пустовавшем участке в начале бульвара Регати. В рамках проекта на приморском участке недвижимости площадью 27 000 м² по адресу бульвар Регати 3, рядом со зданием бывшей олимпийской гостиницы, будут построены трёхэтажные жилые дома в целом на 220 квартир. Архитектурное решение предусматривает комплекс зданий, состоящий из семи частей. 10 % площадей будет отдано под коммерческие площади. Стоимость запланированных в развитие объекта инвестиций составляет почти 90 млн евро. Фирма Liven AS приобрела эту недвижимость в 2021 году на открытом аукционе за 12,02 млн евро. Затем был организован архитектурный конкурс, включавший в себя и расположенную рядом морскую набережную и учитывавший пожелания и потребности местных жителей. Победителем конкурса стало архитектурное бюро «Salto».
Этот участок на берегу моря много лет был объектом  споров, разногласий и смены владельцев, считавших его идеальным местом для жилого строительства. Жители микрорайона выступали против его застройки, позиция же администрации района состояла в том, что данная недвижимость не должна быть застроена до последнего квадратного метра, а подход к морю должен оставаться открытым, так как здесь находится зона отдыха горожан.